# Handclap
Ein Handclap (engl. Klatschen) wird in der Musik als Percussion-Element eingesetzt. Seine typische musikalische Funktion ähnelt derjenigen einer Snare Drum, unterscheidet sich von dieser jedoch durch den an das Klatschen zweier Hände angelehnten Klang. 
Weite Verbreitung als Stilmittel besitzt das Handclap innerhalb der elektronischen Tanzmusik – nicht nur, aber insbesondere im House – und ist dort oft einer der wichtigsten Rhythmus-Bestandteile. Er wird in der Regel synthetisch mit Drumcomputern wie etwa der Roland TR-808 oder der TR-909, aber auch mit Hilfe von Samples erzeugt. 
Das Handclap existiert auch in anderen Genres, zum Beispiel im Pop, Jazz oder Funk, dort oft auch als echtes Händeklatschen (zu hören unter anderem im „Hand Clapping Song“ der Funk-Band The Meters aus dem Jahr 1970; synthetisch erzeugt im Song „HandClap“ der Pop-Band Fitz and the Tantrums aus dem Jahr 2016).